# Pist.On
A Pist.On (írásváltozatai: Pist*On, Pist-On, Pist•On, PistOn és Piston) amerikai metalegyüttes, amely 1993-ban alakult Staten Islanden. Pályafutásuk alatt két nagylemezt adtak ki. 2001-ben feloszlottak, de 2015-ben újra összeálltak. Alapító tagjai Henry Font és Val.Ium, azonban ez a felállás többször is változott az idők során. 
2022-ben új EP-t adtak ki, ezáltal ez az első új lemezük 2001 óta.

### Tagok
- Henry Font – ének, gitár (1993–2001, 2015–)
- Burton Gans – gitár (1996–2001, 2015–)
- Jeff McManus – dob (1996–2001, 2015–)
- Jack Hanley – basszusgitár (2015–)

### Korábbi tagok
- Val Ium – basszusgitár, vokál (1993–2001)
- Danny "Jam" Kavadlo – dob (1993–1996)
- Paul Poulos – gitár, vokál (1993–1996)

### Koncerteken fellépő tagok
- Johnny Kelly – dob

## Diszkográfia
- Number One (1996)
- $ell Out (1999)

EP-k
- Saves (2001)
- Cold World EP (2022)

Demók
- First Demo Tape (1993)
- Urine the Money (1993)